# Résonance spin-orbite
En mécanique céleste, un astre orbitant autour d'un autre est en résonance spin-orbite si sa période de rotation et sa période de révolution sont commensurables, c'est-à-dire que leur rapport est un nombre rationnel.
Le cas le plus courant est la rotation synchrone, qui est une résonance spin-orbite 1:1, comme pour la Lune. Les deux périodes sont alors égales : la Lune présente toujours la même face à la Terre. Un autre exemple est le cas de Mercure, qui fait trois tours sur elle-même quand elle fait deux tours autour du Soleil (résonance 3:2).
Attention cependant, la résonance spin-orbite ne doit pas être confondue avec la « résonance spin-orbite séculaire » qui désigne la commensurabilité des périodes de :
- Précession de l'axe de rotation de l'astre sur lui-même.
- Précession du plan de révolution de l'astre autour d'un autre.